# Temnorhynchus stormsi
Temnorhynchus stormsi är en skalbaggsart som beskrevs av Duvivier 1891. Temnorhynchus stormsi ingår i släktet Temnorhynchus och familjen Dynastidae. Inga underarter finns listade i Catalogue of Life.